# Берак (Хорватія)
Бе́рак (хорв. Berak, серб. Берак) — село на сході Хорватії, у громаді Томпоєвці Вуковарсько-Сремської жупанії.

## Історія
Перші писемні згадки про Берак походять із XV століття, коли село було відоме під назвами «Переке» (Perecke) і «Перете» (Perethe).
Було одним із місць сербського бунту 1990 року, відомого як Революція колод.
До територіальної реорганізації у незалежній Хорватії входило до створеного ще за часів комуністичної Югославії колишнього муніципалітету Вуковар.

## Демографія
За даними перепису 1991 року, у селі було 926 жителів такого національного складу:
| Перепис 1991 р. | Перепис 1991 р. | Перепис 1991 р. | Перепис 1991 р. | Перепис 1991 р. |
| --------------- | --------------- | --------------- | --------------- | --------------- |
|                 |                 |                 |                 |                 |
| хорвати         | хорвати         |                 | 55,61           | 55,61           |
| серби           | серби           |                 | 37,58           | 37,58           |
| югослави        | югослави        |                 | 1,94            | 1,94            |
| угорці          | угорці          |                 | 1,40            | 1,40            |
| німці           | німці           |                 | 0,64            | 0,64            |
| русини          | русини          |                 | 0,43            | 0,43            |
| македонці       | македонці       |                 | 0,21            | 0,21            |
| словенці        | словенці        |                 | 0,21            | 0,21            |
| босняки         | босняки         |                 | 0,10            | 0,10            |
| не визначилися  | не визначилися  |                 | 1,40            | 1,40            |
| невідомо        | невідомо        |                 | 0,43            | 0,43            |
| загалом: 926    |                 |                 |                 |                 |

Населення за даними перепису 2011 року становило 386 осіб.
Динаміка чисельності населення поселення:

## Клімат
Середня річна температура становить 11,11 °C, середня максимальна – 25,35 °C, а середня мінімальна – -5,92 °C. Середня річна кількість опадів – 676 мм.
| Клімат поселення                              | Клімат поселення | Клімат поселення | Клімат поселення | Клімат поселення | Клімат поселення | Клімат поселення | Клімат поселення | Клімат поселення | Клімат поселення | Клімат поселення | Клімат поселення | Клімат поселення | Клімат поселення |
| Показник                                      | Січ.             | Лют.             | Бер.             | Квіт.            | Трав.            | Черв.            | Лип.             | Серп.            | Вер.             | Жовт.            | Лист.            | Груд.            |                  |
| Середній максимум, °C                         | 5,89             | 7,90             | 12,42            | 17,17            | 22,56            | 25,35            | 25,12            | 24,89            | 20,90            | 15,42            | 9,50             | 5,59             |                  |
| Середня температура, °C                       | −0,02            | 2,00             | 6,52             | 11,30            | 16,66            | 19,48            | 21,12            | 20,88            | 16,90            | 11,42            | 5,50             | 1,58             |                  |
| Середній мінімум, °C                          | −5,92            | −3,89            | 0,64             | 5,38             | 10,78            | 13,58            | 17,12            | 16,86            | 12,90            | 7,40             | 1,49             | −2,44            |                  |
| Норма опадів, мм                              | 43               | 38               | 42               | 53               | 62               | 88               | 70               | 62               | 51               | 53               | 61               | 53               |                  |
| Середньомісячна швидкість вітру, м/с          | 2.20             | 2.40             | 2.80             | 2.70             | 2.40             | 2.20             | 2.13             | 2.00             | 1.90             | 2.10             | 2.20             | 2.20             |                  |
| Середньомісячна сонячна радіація, кДж/м²·день | 4388             | 7156             | 11136            | 15651            | 19366            | 21599            | 22342            | 20343            | 15122            | 9580             | 4978             | 3642             |                  |
| --------------------------------------------- | ---------------- | ---------------- | ---------------- | ---------------- | ---------------- | ---------------- | ---------------- | ---------------- | ---------------- | ---------------- | ---------------- | ---------------- | ---------------- |
| Джерело:                                      |                  |                  |                  |                  |                  |                  |                  |                  |                  |                  |                  |                  |                  |